# (500630) 2012 UU163
(500630) 2012 UU163 es un asteroide perteneciente al cinturón de asteroides, región del sistema solar que se encuentra entre las órbitas de Marte y Júpiter, descubierto el 21 de octubre de 2006 por el equipo del Spacewatch desde el Observatorio Nacional de Kitt Peak, Arizona, Estados Unidos.

## Designación y nombre
Designado provisionalmente como 2012 UU163. 

## Características orbitales
2012 UU163 está situado a una distancia media del Sol de 3,099 ua, pudiendo alejarse hasta 3,320 ua y acercarse hasta 2,878 ua. Su excentricidad es 0,071 y la inclinación orbital 8,560 grados. Emplea 1993,03 días en completar una órbita alrededor del Sol.

## Características físicas
La magnitud absoluta de 2012 UU163 es 16,5. 